# Синяк (Сумський район)
Синя́к —  село в Україні, у Річківській сільській громаді Сумського району Сумської області. Населення становить 53 особи. До 2017 орган місцевого самоврядування - Коршачинська сільська рада.

## Географія
Село Синяк розташоване на автомобільному шляху. На відстані 0.5 км розташоване село Зелене.

## Назва
На території України 3 населених пункти із назвою Синяк.

## Історія
- Село постраждало внаслідок геноциду українського народу, проведеного урядом СССР 1923-1933 та 1946-1947 роках.
- 12 червня 2020 року, відповідно до Розпорядження Кабінету Міністрів України № 723-р «Про визначення адміністративних центрів та затвердження територій територіальних громад Сумської області» увійшло до складу Річківської сільської громади[1].
- 19 липня 2020 року, в результаті адміністративно-територіальної реформи та ліквідації  Білопільського району, село увійшло до складу новоутвореного Сумського району[2].

## Населення

### Мова
Розподіл населення за рідною мовою за даними :
| Мова       | Кількість | Відсоток |
| ---------- | --------- | -------- |
| українська | 52        | 98.11%   |
| російська  | 1         | 1.89%    |
| Усього     | 53        | 100%     |